# 8972 Sylvatica
8972 Sylvatica è un asteroide della fascia principale. Scoperto nel 1973, presenta un'orbita caratterizzata da un semiasse maggiore pari a 2,1730478 UA e da un'eccentricità di 0,1330091, inclinata di 2,26681° rispetto all'eclittica.